# Hofgeismar
Hofgeismar é uma cidade do distrito de Kassel, ao norte de Hesse, Alemanha.

## História
O primeiro documento a mencionar Hofgeismar data do ano de 1082.